# Pinet
För andra betydelser, se Pinet (olika betydelser).
Pinet är en kommun i departementet Hérault i regionen Occitanien i södra Frankrike. Kommunen ligger i kantonen Florensac som tillhör arrondissementet Béziers. År 2022 hade Pinet 2 012 invånare.

## Befolkningsutveckling
Antalet invånare i kommunen Pinet
Referens:INSEE